# Volvo
Эта статья о концерне Volvo. О производителе легковых автомобилей смотрите статью Volvo Cars.
Volvo (Volvokoncernen, Volvo Group) — шведский концерн, производящий коммерческие и грузовые автомобили, автобусы, двигатели и различное оборудование. Головной компанией концерна является компания AB Volvo. Ранее концерн Volvo производил также легковые автомобили, но в 1999 продал своё отделение легковых автомобилей под именем Volvo Personvagnar (Volvo Cars) концерну Ford, который в 2010 году перепродал его Geely.
В списке крупнейших публичных компаний мира Forbes Global 2000 за 2022 год Volvo заняла 274-е место.
Штаб-квартира — в Гётеборге, Швеция.

## Название
Слово «Volvo» происходит из латинского языка (volvo, volvi, volutum, volvere — катать, катить, скатывать, кататься, катиться, вращать, поворачивать, кружить, крутить).

## История

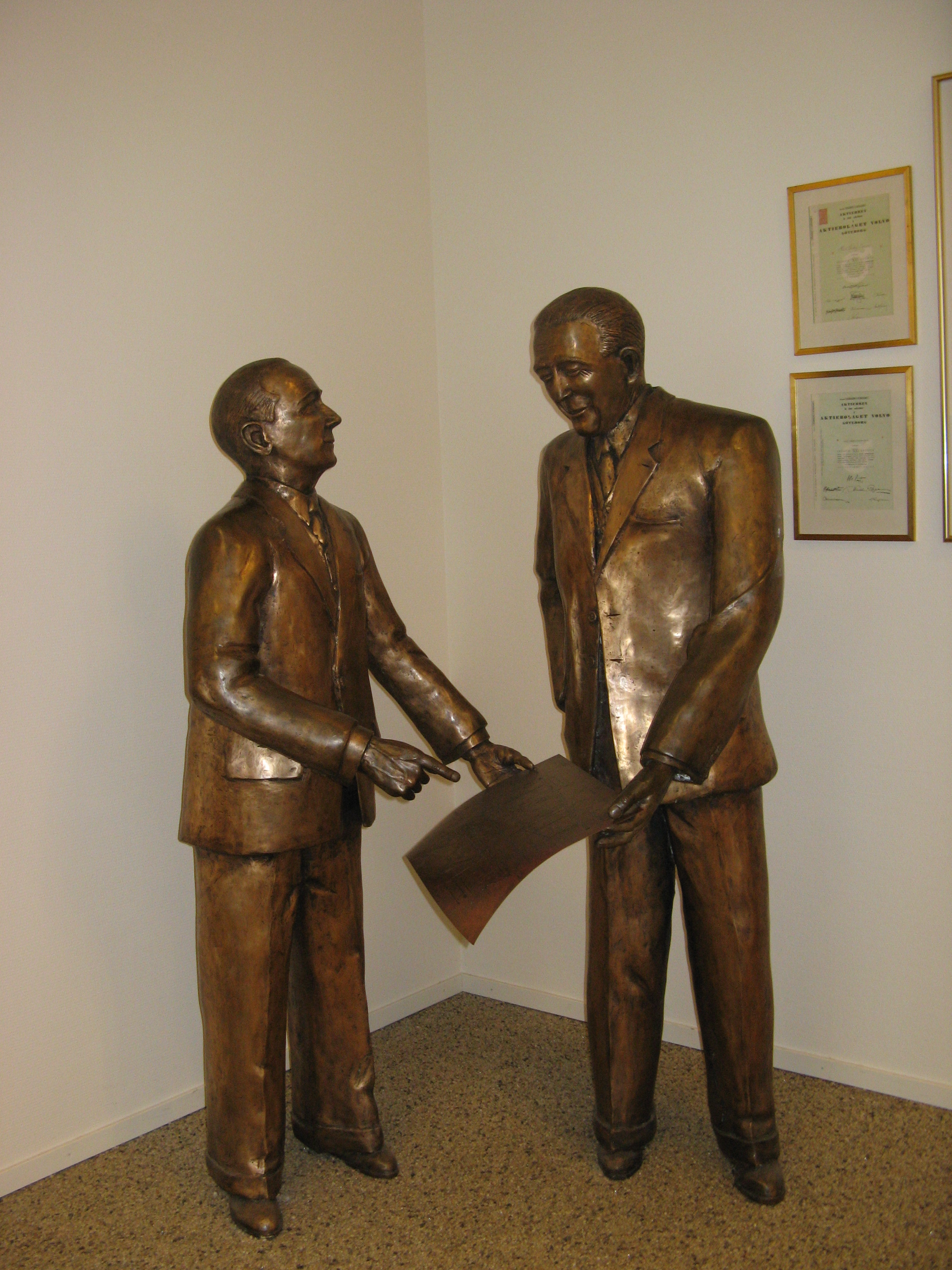
Памятник Густафу Ларсону и Ассару Габриельссону в музее Volvo в Гётеборге

Название Volvo было первоначально зарегистрировано как торговая марка в мае 1911 года с намерением использовать её для новой серии шарикоподшипников SKF. В переводе с латыни это означает «я качусь», образованное от глагола «volvere». Идея просуществовала недолго, и SKF решила просто использовать свои инициалы в качестве товарного знака для всех своих подшипниковых продуктов.
Компания основана в 1915 году Ассаром Габриельссоном (швед. Assar Gabrielsson) и Густафом Ларсоном (швед. Gustaf Larson (direktör)) как дочерняя компания известного производителя подшипников SKF.
14 апреля 1927 года выпущен первый серийный автомобиль Jakob OV4 (с двигателем мощностью 28 л. с., максимальная скорость — 90 км/ч). Уже в 1935 году Volvo обретает полную независимость от SKF.
В 1956 году должность президента концерна занял доктор машиностроения и доктор экономических наук Гуннар Энгеллау (швед. Gunnar Engellau). Ко времени его работы в Volvo относится расцвет компании: в 1956 году стартовал экспорт шведских автомобилей в США (в 1957 году в Соединённых Штатах было продано 5 000 машин марки Volvo), нарастал объём производства автомобилей (от 31 000 экземпляров в 1956 году до 205 000 единиц в 1971). В эти годы на Volvo работал Нильс Ивар Болин, автор трёхточечных ремней безопасности. Модели Volvo PV444 и P120 Amazon стали первыми в мире, оснащёнными этими элементами.
В 1960 году была выпущена модель P1800 — двухместное спортивное купе. В 1966 году началось производство Volvo 144, оснащённой двухконтурной рабочей тормозной системой и деформируемыми зонами кузова. В 1976 году конструкторы Volvo представили кислородный датчик (Lambda Sond) и каталитический нейтрализатор отработавших газов.
В 1999 году концерн Volvo продал своё легковое подразделение Volvo Personvagnar компании Ford за 6,45 млрд долларов. C 1999 года Volvo Personvagnar AB (в США известна под именем Volvo Cars) стала подразделением концерна Ford. В декабре 2009 года Ford объявил о продаже Volvo Personvagnar AB за $1,8 млрд китайской компании Zhejiang Geely Automobile. 29 марта 2010 года китайская компания официально объявила о подписании документов по приобретению компании Volvo Personvagnar и прав на бренд Volvo у компании Ford Motor за 1,8 миллиарда долларов. 2 августа 2010 года сделка была завершена. В настоящее время правами на бренд и логотип Volvo одновременно обладают концерн Volvo и китайская компания Geely Automobile, владеющая Volvo Cars.
В 2001 году были куплены Renault Trucks (подразделение грузовиков Renault) и Mack Trucks.
2 марта 2021 года Volvo обнародовала новую стратегию развития компании, согласно которой к 2030 году компания будет продавать только электромобили и только онлайн.
В 2021 году была продана дочерняя компания UD Trucks (куплена в 2007 году, тогда называлась Nissan Diesel).
Общий объём производства Volvo Cars в период с 14 апреля 1927 года по 31 мая 2025 года составил 25 427 512 автомобилей, сообщает Volvo Owners Club.

## Собственники и руководство
До 2010 года крупнейшим собственником была компания Renault S.A., владевшая около 20 % акций. В период 2010—2012 годов эти акции были распроданы.
В результате крупнейшим акционером концерна Volvo AB оказалась инвестиционная компания AB Industrivärden, обладающая 7 % акций и 22 % голосов.
С 2018 года 8,2 % акций концерна Volvo AB принадлежат китайскому автоконцерну Geely, который в 2010 году купил легкоавтомобильное подразделение Volvo Cars.
Председатель совета директоров — Карл-Хенрик Сванберг (он также был председателем BP в течение восьми лет, с 2010 по 2018 год), исполнительный директор и президент — Мартин Лунстед.

## Деятельность
В настоящее время концерн Volvo является шведским поставщиком грузовиков, автобусов и строительного оборудования, систем морских двигателей и финансовых услуг.
Подразделения по состоянию на 2021 год:
- Грузовики — производство грузовых автомобилей и тягачей, а также их ремонт, обслуживание, лизинг, 62 % выручки;
- Строительная техника — техника для строительства, добычи полезных ископаемых, вывоза мусора, 25 % выручки;
- Автобусы — городские и междугородние автобусы, их ремонт, лизинг, 4 % выручки;
- Volvo Penta — судовые и лодочные моторы, дизельные электрогенераторы, насосы, 4 % выручки;
- Финансовые услуги — кредитование дилеров и покупателей, страхование, 4 % выручки.

Регионы деятельности:
- Европа — Франция, Великобритания, Швеция и др., 43 % выручки;
- Северная Америка — 26 % выручки (США — 22 %);
- Южная Америка — 8 % выручки (Бразилия — 6 %);
- Азия — 17 % выручки (Китай — 8 %);
- Африка и Океания — 6 % выручки.

### Торговые марки
Торговой маркой Volvo совместно владеют концерн Volvo и принадлежащая концерну Geely компания Volvo Personvagnar. Кроме того, концерну Volvo принадлежат марки:
- Volvo Penta
- Rokbak Prevost
- Renault Trucks
- Mack
- Arquus
- Prevost
- Nova Bus

|                     | 2011  | 2012  | 2013  | 2014  | 2015  | 2016  | 2017  | 2018  | 2019  | 2020  | 2021  |
| ------------------- | ----- | ----- | ----- | ----- | ----- | ----- | ----- | ----- | ----- | ----- | ----- |
| Оборот              | 310,4 | 303,6 | 272,6 | 282,9 | 312,5 | 301,9 | 334,7 | 390,8 | 432,0 | 338,4 | 372,2 |
| Чистая прибыль      | 17,75 | 11,04 | 3,583 | 2,099 | 15,06 | 13,15 | 20,98 | 24,90 | 35,86 | 9,318 | 32,79 |
| Активы              | 353,2 | 338,7 | 344,8 | 382,9 | 374,2 | 398,9 | 412,5 | 474,7 | 524,8 | 510,8 | 515,9 |
| Собственный капитал | 85,68 | 86,91 | 77,37 | 80,05 | 85,61 | 97,76 | 109,0 | 125,8 | 141,7 | 148,1 | 144,1 |

### Volvo в России
Официальные продажи автомобилей Volvo в СССР стартовали в 1989 году, хотя седельные тягачи для нужд «Совтрансавто» закупались с 1973 года, а автомобили представительского класса по заказу Главного управления по обслуживанию дипломатического корпуса — с 1968 года.

#### Заводы Volvo Trucks
В 2003 году компания Volvo Trucks открыла завод по сборке грузовых автомобилей Volvo в Зеленограде «ВТС-Зеленоград». К 2008 году объём выпуска завода превысил 500 машин в год. В силу нехватки производственных площадей 19 января 2009 года в Калуге состоялся запуск производства грузовиков на новом заводе компании Volvo. В мае 2009 года Минпромторг РФ официально присвоил продукции ЗАО «Вольво Восток» статус отечественной. В 2014 году на заводе пущен цех сварки и покраски кабин. К 10-летнему юбилею завода в 2019 году выпущено 31 727 единиц техники, в том числе в 2017 году — 4665 машин, а в 2018 году — 5637 машин. На этой же площадке действует цех по сборке грузовиков Renault Trucks. После запуска завода в Калуге площадка в Зеленограде перепрофилирована в учебный центр Volvo.
1 марта 2022 года компания объявила о прекращении бизнеса в связи с вторжением России на Украину, включая поставки как новых автомобилей, так и запчастей. 8 сентября 2023 года Минпромторг РФ сообщил о передаче российскому инвестору местных активов Volvo и об определении отечественного партнёра по развитию производства на автозаводе концерна в Калуге. По данным издания «Ведомости», российские активы компании в России включали в себя заводы окраски и сварки кабин, а также предприятие по сборке грузовиков на 15 000 единиц в год. В октябре 2023 года стало известно, что калужский завод Volvo приобретёт группа «Промышленные инвестиции» в партнёрстве с заводом «Урал».

## Дочерние компании
Основные дочерние компании группы Volvo по состоянию на 2021 год:
- Volvo Autonomous Solutions AB (Швеция)
- Volvo Construction Equipment AB (Швеция)
- Volvo Treasury AB (Швеция)
- Volvo China Investment Co. Ltd. (КНР)
- VNA Holding Inc. (США)
- Volvo Lastvagnar AB (Швеция)
- Volvo Powertrain AB (Швеция)
- Volvo Investment AB (Швеция)
- JSC Volvo Vostok (Россия)
- Volvo Penta AB (Швеция)
- Volvo Information Technology AB (Швеция)
- Volvo Group Venture Capital AB (Швеция)
- Volvo Financial Services AB (Швеция)
- Volvo Group Italia SpA (Италия)
- Volvo Group UK Ltd. (Великобритания)
- Volvo Malaysia Sdn Bhd (Малайзия)
- Volvo Group Insurance Försäkrings AB (Швеция)
- Volvo Danmark A/S (Дания)
- Volvo Information Technology GB Ltd. (Великобритания)
- Volvo Automotive Finance (China) Ltd (КНР)
- Volvo Norge AS (Норвегия)
- Volvo Event Management — координирование деятельности, включая спонсорство регаты Volvo Ocean Race

## Галерея

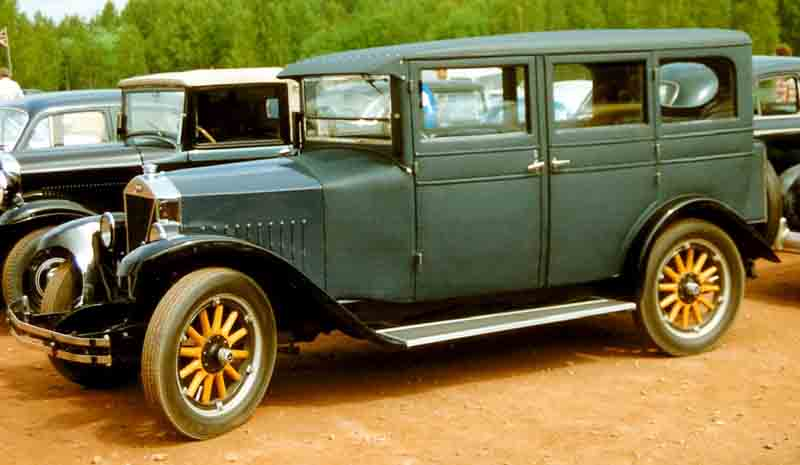
Volvo PV4 — 4-дверный седан 1927 года
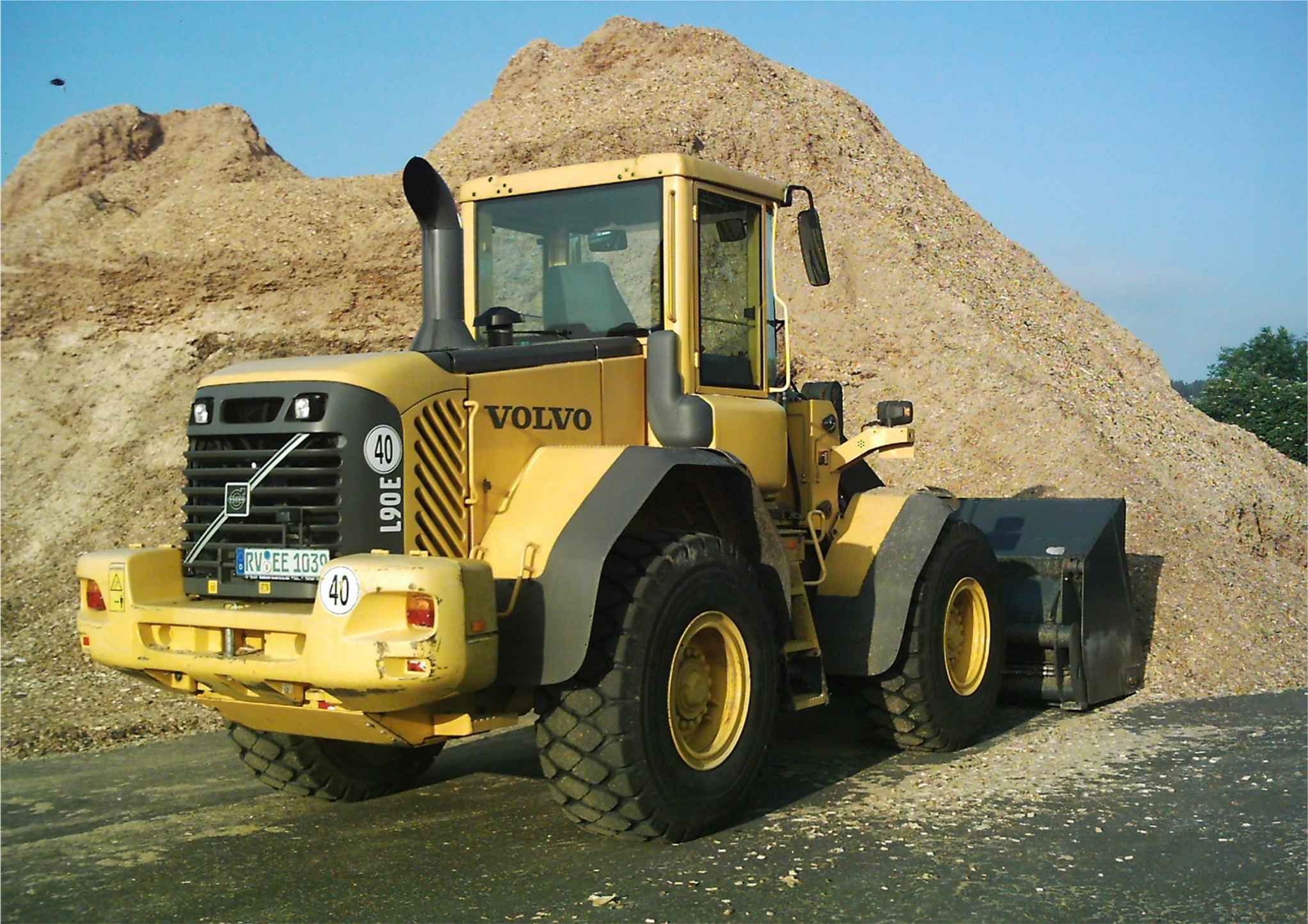
Volvo-L90E-Radlader
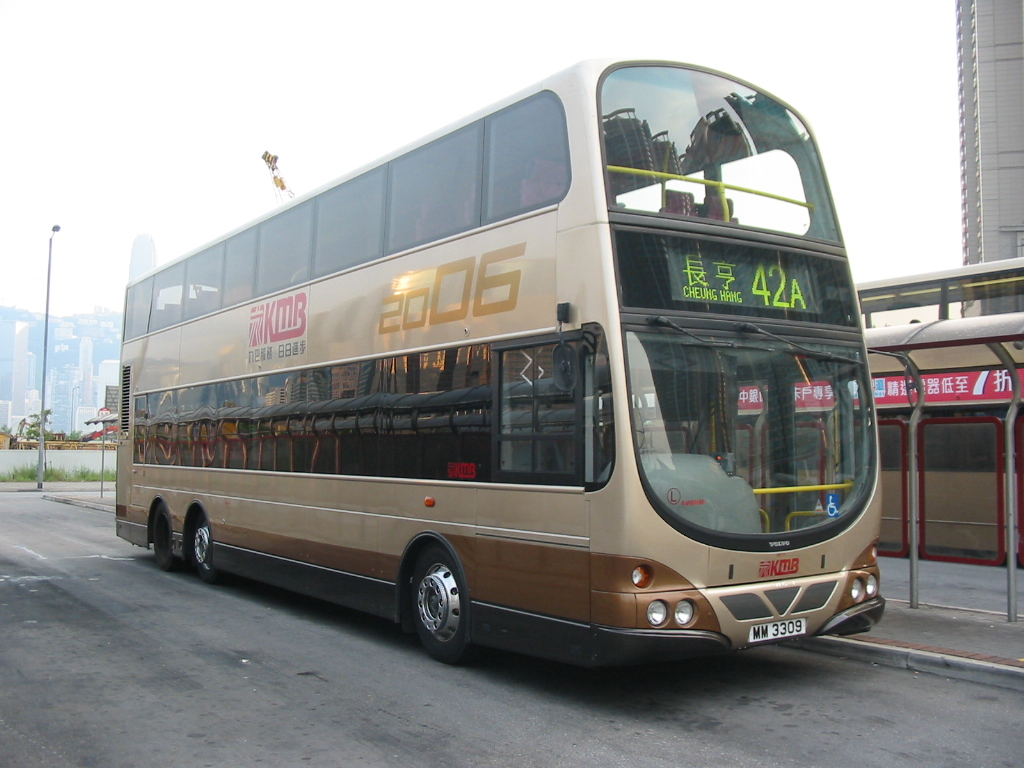
Volvo B9TL
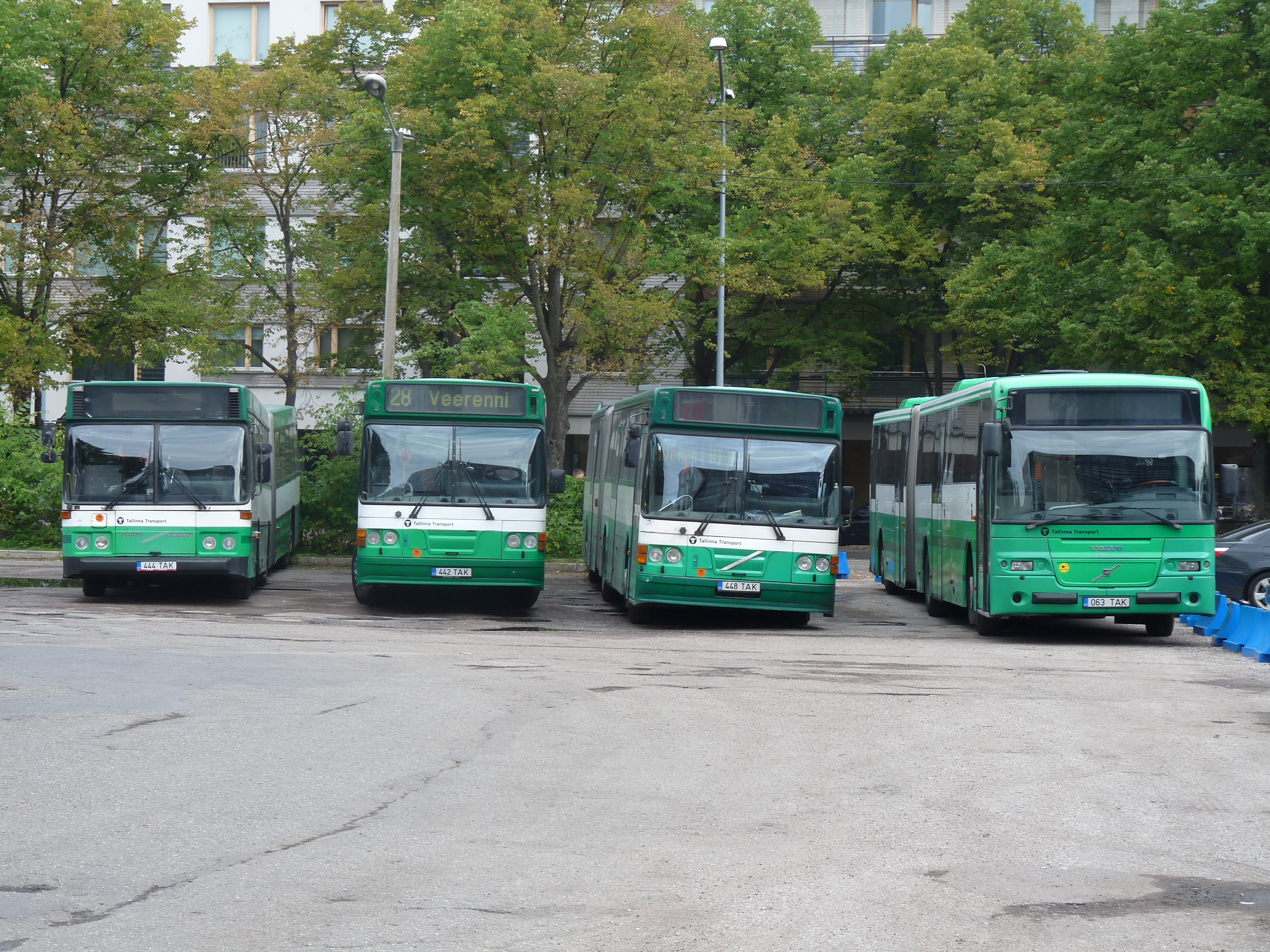
Автобусы Volvo в Таллине
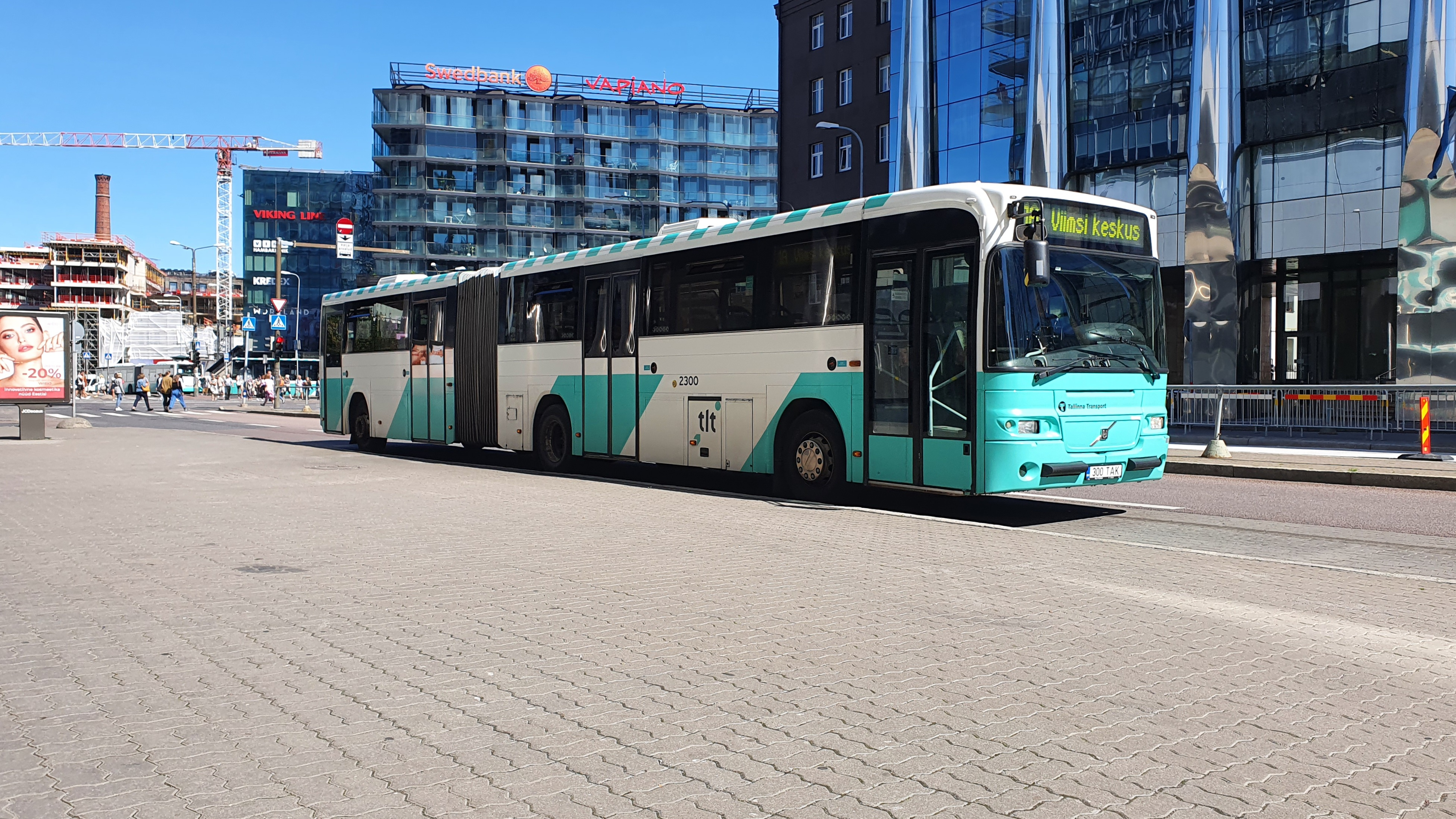
Volvo B12MA 8500 в Таллине
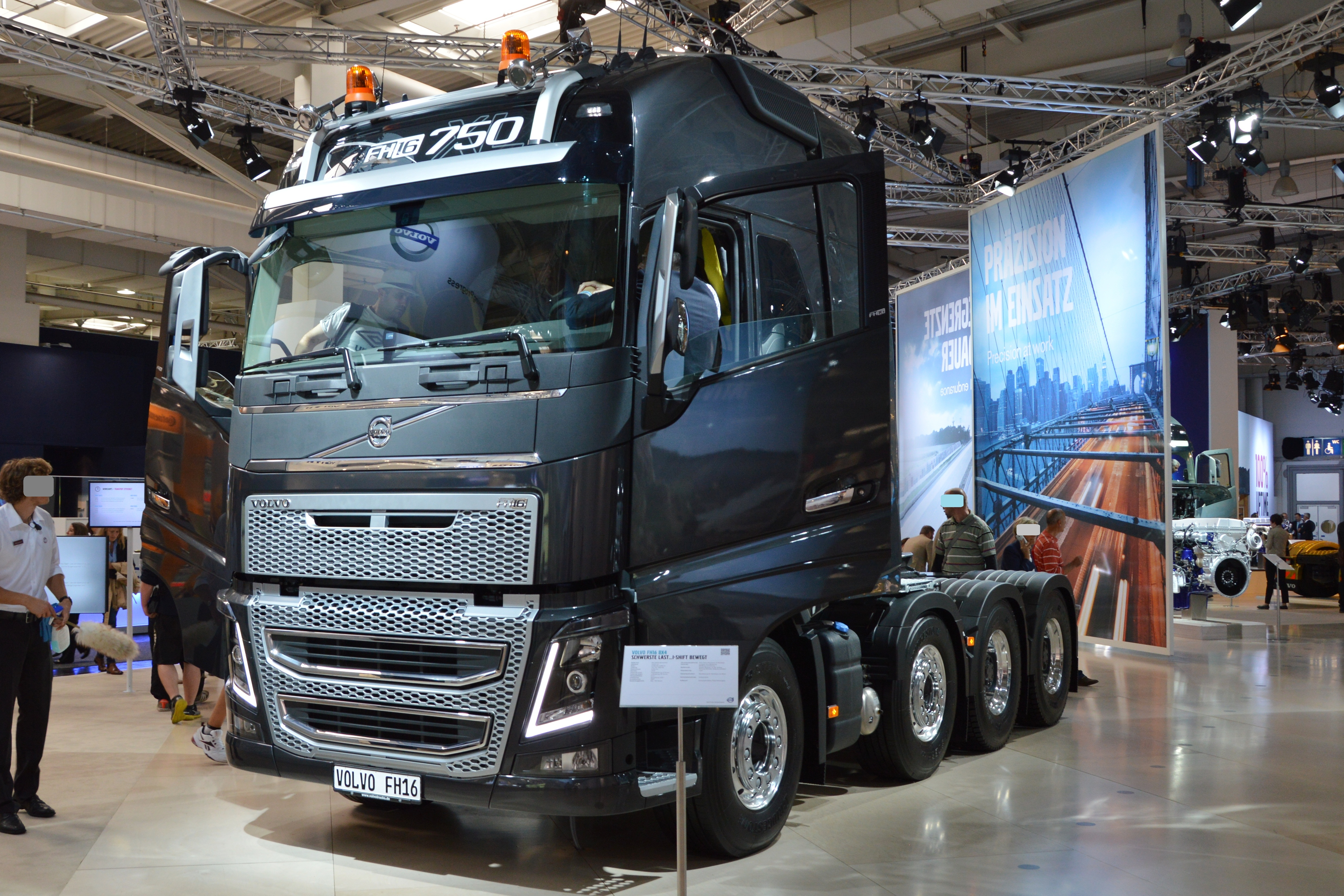
Volvo FH 16 8x4